# 科尔博拉
科尔博拉是意大利威尼托大区罗维戈省的一个镇，人口约2600人（2004年）。